# Heteropogon gracilis
Heteropogon gracilis är en tvåvingeart som beskrevs av Engel och Cuthbertson 1937. Heteropogon gracilis ingår i släktet Heteropogon och familjen rovflugor. Inga underarter finns listade i Catalogue of Life.